# Visconde de Ximenez
Visconde de Ximenez foi um título nobiliárquico criado por D. Manuel II de Portugal em 22 de Agosto de 1909, em favor de Casimiro Ximenez de Sousa Teles. Após a implantação da República Portuguesa em 1910 o título foi sempre renovado e reconhecido até a atualidade pelo Conselho de Nobreza. O seu atual pretendente Manuel Miguel Cardim Ximenez de Sandoval Teles, reconhecido como Visconde de Ximenez pelo Conselho de Nobreza em 1994.

## Titulares
1. Casimiro Ximenez de Sousa Teles[1][2]
2. Manuel Miguel Ximenez Sandoval Teles[4]
3. Miguel José Bartolomeu Borges de Sousa Ximenez de Sandoval Teles[5]
4. Manuel Miguel Cardim Ximenez de Sandoval Teles[3][5]

## Viscondes de Ximenez

### Casimiro Ximenez de Sousa Teles, Primeiro Visconde de Ximenez

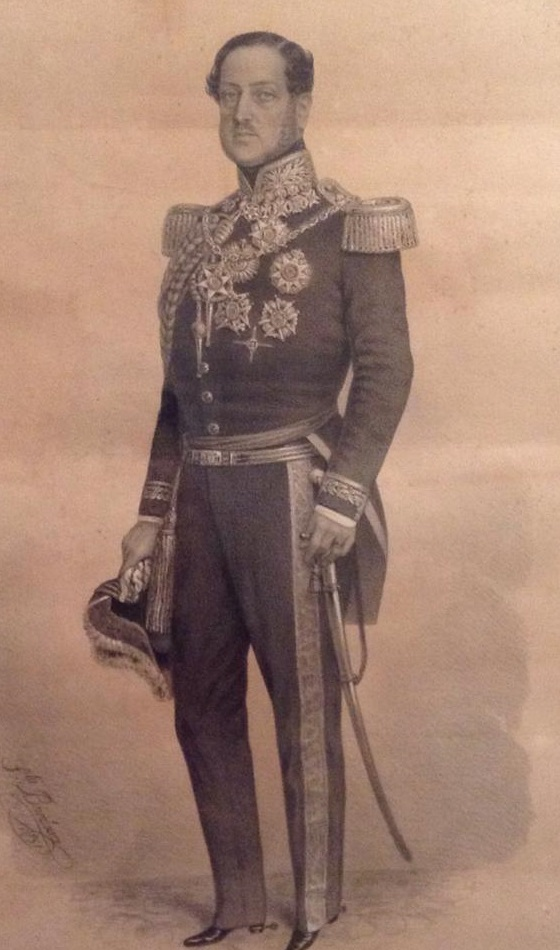
Visconde de Pinheiro, avô do 1º Visconde de Ximenez

Casimiro Ximenez de Sousa Teles foi o 1º Visconde de Ximenez, título criado por D. Manuel II de Portugal no dia 22 de Agosto de 1909. Filho de Casimiro Vítor de Sousa Teles e de Maria José Carolina Ximenez de Azevedo e Silva, filha de Miguel Ximenes Gomes Rodrigues Sandoval de Castro e Viegas, 1º Visconde de Pinheiro. Não se tendo casado nem tendo filhos legítimos a representação do título recaiu em seu irmão José Ximenez de Sandoval de Sousa Teles que renunciou o título passando a representação do mesmo para o seu sobrinho mais velho Manuel Miguel Ximenez de Sandoval Teles, o 2º Visconde de Ximenez.

### Manuel Miguel Ximenez de Sandoval Teles, Segundo Visconde de Ximenez

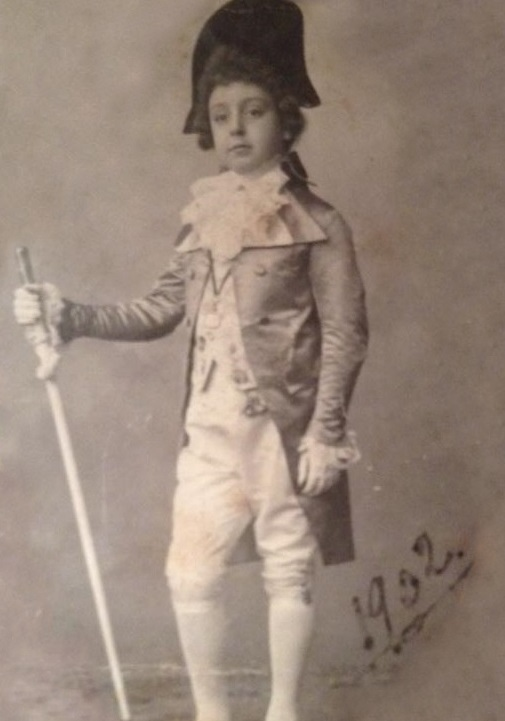
2º Visconde de Ximenez com 7 anos de idade em 1902

Manuel Miguel Ximenez de Sandoval Teles foi o 2º representante do título Visconde de Ximenez, sobrinho de Casimiro Ximenez de Sousa Teles, a representação do título passou do seu tio para este depois da sua morte sem  filhos legítimos. Manuel Ximenez era filho de José Ximenez de Sandoval Sousa Teles e de Palmira de Andrade. O seu pai não representou o título de Visconde de Ximenez. Nasceu no dia 3 de Janeiro de 1895 e faleceu dia 11 de Fevereiro de 1960 com 65 anos de idade em Moçambique. Tinha um irmão mais novo, José Ximenez de Sandoval Teles. Casado com Maria Teresa de Arriaga Borges de Sousa, 1ª Viscondessa de Ximenez, casamento do qual teve dois filhos: Miguel José Bartolomeu Borges de Sousa Ximenez de Sandoval Teles e Maria José da Purificação de Arriaga Borges de Sousa Ximenez de Sandoval Teles.

### Miguel José Bartolomeu Borges de Sousa Ximenez de Sandoval Teles, Terceiro Visconde de Ximenez

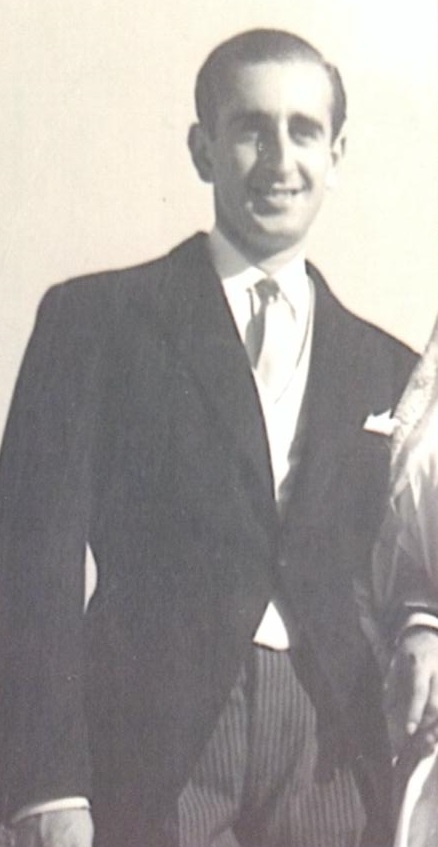
Miguel José Bartolomeu Borges de Sousa Ximenez de Sandoval Teles, 3º Visconde de Ximenez

Miguel José Bartolomeu Borges de Sousa Ximenez de Sandoval Teles foi o 3º representante do título Visconde de Ximenez, filho de Manuel Miguel Ximenez de Sandoval Teles, 2º Visconde de Ximenez. Nasceu no dia 24 de Agosto de 1925 em Sintra e faleceu a 4 de Fevereiro de 1994 em Lisboa com 69 anos. Tinha uma irmã chamada Maria José da Purificação de Arriaga Borges de Sousa Ximenez de Sandoval Teles. Casou-se com Maria Manuel Oom de Almeida Lima Cardim, 2ª Viscondessa de Ximenez casamento do qual teve três filhos: Manuel Miguel Cardim Ximenez de Sandoval Teles, Maria Teresa Ximenez de Sandoval Teles e Maria de Jesus Ximenez de Sandoval Teles.

### Manuel Miguel Cardim Ximenez de Sandoval Teles, Quarto Visconde de Ximenez
Manuel Miguel Cardim Ximenez de Sandoval Teles é atualmente reconhecido como o pretendente ao título de Visconde de Ximenez sendo o atual representante do mesmo desde 1994 até a atualidade. Nasceu a 24 de Fevereiro de 1960 em Lisboa. Filho de Miguel José Bartolomeu Borges de Sousa Ximenez de Sandoval Teles, o 3º Visconde de Ximenez e de Maria Manuel Oom de Almeida Lima Cardim , 2ª Viscondessa de Ximenez. Tem duas irmãs mais velhas: Maria Teresa Ximenez de Sandoval Teles e Maria de Jesus Ximenez de Sandoval Teles. Casou-se com Maria Luísa Carvalho de Aguiar Câmara, 3ª Viscondessa de Ximenez a 17 de Dezembro de 1994, casamento do qual teve três filhos.   

## Brasão de Armas

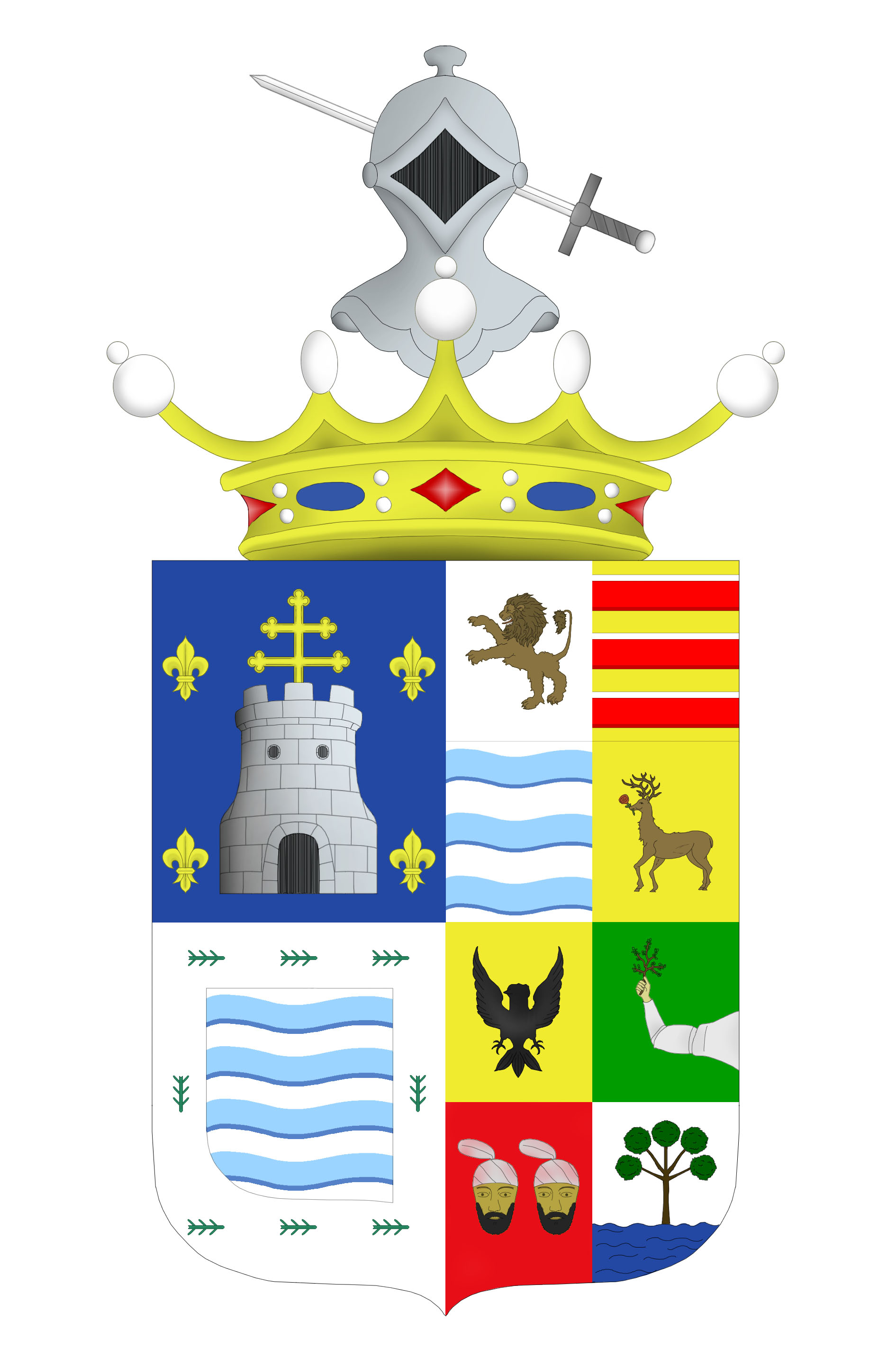
Brasão de Visconde e Viscondessa de Ximenez

O Brasão apresenta um escudo do tipo francês moderno, esquartelado, apresentando sobre este o coronel de Visconde. 
No primeiro quartel, de campo cor azul, encontra-se uma torre de prata com cruz trevolada de ouro no seu topo, acompanhada de quatro flores-de-lis também de ouro à esquerda e à direita. Este primeiro quartel mostra as armas dos Ximenez
No segundo quartel, encontram-se as armas do nome Gonzalez, este quartel está por sua vez esquartelado. A primeira e terceira divisão em prata e a segunda e quarta em ouro. Na primeira divisão, está ao alto um leão rampante. O segundo escudo em ouro, está cortado em três faixas de cor vermelha. Na sua terceira divisão encontram-se três faixas azul onduladas. O último escudo  apresenta um veado, de sua cor natural, levando uma rosa na sua boca.
O terceiro quartel, de prata, com quatro faixas onduladas de azul e na orla do mesmo metal estão plantadas oito estacas verde escuro. Este quartel apresenta as armas da casa Vargas.
O quarto quartel apresenta as armas do nome Ramos. Este quartel encontra-se esquartelado. O primeiro quartel deste esquartelado é em ouro e nele está uma águia negra. No segundo, de cor verde, um braço direito armado com um ramo verde na mão. O terceiro quartel de cor vermelha apresenta dois mouros. Por fim o quarto quartel deste esquartelado é de prata e apresenta um pinho pomposo sobre ondas azuis.

## Ligações Externas
- http://www.biblioteca-genealogica-lisboa.org/citacoes.php?&nome=Manuel+Miguel+Ximenez+de+Sandoval+Teles%2C+2%BA+visconde+de+Ximenez&tipo=P&s_type=&
- http://www.biblioteca-genealogica-lisboa.org/citacoes.php?&nome=Casimiro+Ximenez+de+Sousa+Teles%2C+1%BA+visconde+de+Ximenez&tipo=P&s_type=&
- http://www.biblioteca-genealogica-lisboa.org/citacoes.php?&nome=Manuel+Miguel+Cardim+Ximenez+de+Sandoval+Teles%2C+3%BA+visconde+de+Ximenez&tipo=P&s_type=&